# Dwight Lodeweges
Dwight Lodeweges, né le 26 octobre 1957 à Turner Valley (Canada), est un footballeur néerlandais reconverti entraîneur. Il est du 19 août 2020 au 23 septembre 2020, sélectionneur par intérim des Pays-Bas, prenant la succession de Ronald Koeman, démissionnaire.

## Biographie

### Joueurs
Dwight Lodeweges, natif du Canada mais de parents néerlandais, a joué comme défenseur au Go Ahead Eagles entre 1975 et 1979. Il devient alors international espoirs. Puis il est retourné au Canada, durant trois saisons, aux Edmonton Drillers qui évoluent dans le championnat de la NASL.
Il a ensuite joué aux Minnesota Strikers dans le championnat de l'ACS, avant de revenir aux Pays-Bas, toujours au Go Ahead Eagles. Il a fait son dernier match professionnel dans ce club, en septembre 1991. 

### Entraîneur
Il s'est reconverti dans une carrière d'encadrement technique: il s'est d'abord occupé des jeunes, puis a été entraîneur-adjoint du Go Ahead Eagles.
Il a ensuite entraîné les joueurs du FC Zwolle, du FC Groningue, du SC Heerenveen, de Al Jazira Abu Dhabi et Nagoya Grampus. Il arrive au PSV Eindhoven en 2007 : d'abord adjoint, il assure l'intérim dans ce club, à la suite du départ de Huub Stevens, de janvier à avril 2009.
Le 10 avril, il annonce qu'il signe un contrat de deux ans, avec le NEC Nimègue, comme entraîneur à partir de la prochaine saison. À la suite de mauvais résultats, il démissionne le 27 octobre 2009.